# Litoměřice
Litoměřice é uma cidade do distrito de Litoměřice, na região de Ústí nad Labem na República Checa. Seu nome deriva da tribo checa dos litomericos (em tcheco/checo: Litoměřici) que habitavam a região.